# Jack Vettriano
Jack Vettriano, rodným jménem Jack Hoggan (17. listopadu 1951, Methil, Skotsko, Velká Británie – 1. března 2025), byl skotský malíř.

## Mládí
Jack Vettriano vyrostl v průmyslovém přímořském skotském městečku Methil. V 16 letech opustil školu a později se stal báňským učněm. S malováním začal jako s koníčkem až v roce 1970, kdy mu přítelkyně koupila akvarely k narozeninám. Jeho první obrazy, malované ještě pod vlastním jménem "Jack Hoggan", byly kopie nebo parafráze impresionistických obrazů - jeho prvním obrazem byla kopie Makových polí od Moneta. Velmi jej ovlivnilo studium obrazů v Muzeu a Galerii výtvarného umění v sousedním městě Kirkcaldy. V roce [1984] Vettriano poprvé ukázal svoji práci k posouzení na výstavě právě v tomto muzeu.

## Kariéra
Vettriano se v roce 1988 cítil připravený na veřejnou výstavu své tvorby a vystavil dvě plátna na výroční show Royal Scottish Academy. Oba obrazy byly prodány hned první den a Vettriano byl osloven několika galeriemi, které chtěly prodávat jeho další práce. Přestěhoval se do Edinburghu a změnil si jméno na Vettriano - přidal "a" do rodného jména své matky.
Další úspěšné výstavy následovaly v Edinburghu, Londýně, Hongkongu, Johannesburgu a New Yorku. Jeho obrazy připomínají žánr film noir, často s romantickými tématy nebo akty.
Jeho originální obrazy se nyní pravidelně prodávají za šesticiferné ceny, ale všeobecně se má za to[ujasnit], že mu plyne více peněz z prodeje reprodukcí. Podle The Guardian si vydělá 500 000 liber ročně jenom z licenčních poplatků. Každý rok jsou publikovány nové soubory limitovaných edic a jeho nejpopulárnější obraz, The Singing Butler, se prodává na plakátech a pohlednicích více než jakýkoli jiný umělec ve Velké Británii. Dne 21. dubna 2004 byl The Singing Butler prodán v aukci za 744 500 liber – v ostrém kontrastu s rokem 1992, kdy Vettriano tento obraz namaloval a předložil jej k zařazení do letní výstavy Královské akademie, jen aby byl odmítnut.

## Osobní život
Po rozvodu s první manželkou dělil svůj čas mezi domovy v Londýně, Kirkcaldy a Nice. V roce 2004 mu byl udělen Řád britského impéria.